# Volksraad (Transvaal)
Pour les articles homonymes, voir Volksraad (homonymie).

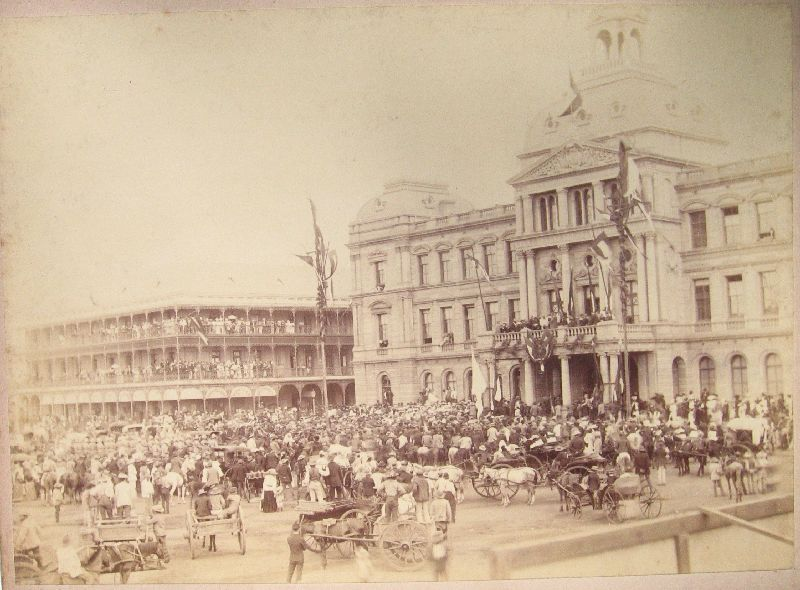
Le volksraad reçoit le président Paul Kruger, vers 1890.

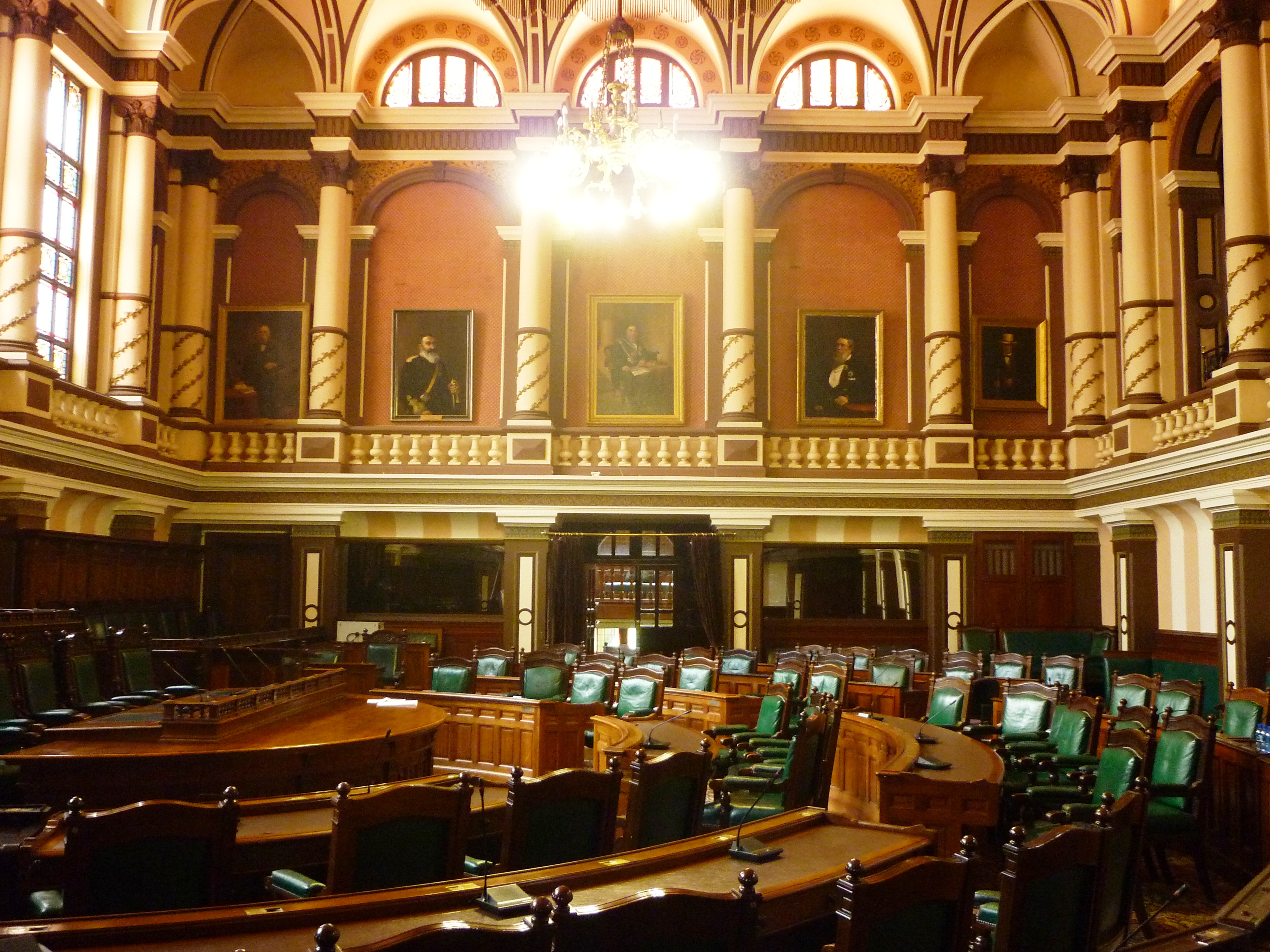
La chambre de l'Ou Raadsaal.

Le volksraad (« conseil du peuple ») est le parlement de l'ancienne république sud-africaine du Transvaal ; il existe de 1857 à 1902. L'institution cesse d'exister lorsque l'Empire britannique gagne la seconde guerre des Boers. Le volksraad tient ses sessions à l'Ou Raadsaal situé Church Square, à Pretoria.
Initialement monocaméral, le volksraad est divisé en deux chambres en 1890, afin que les Boers gardent le contrôle sur les affaires de l'État tout en laissant un droit de regard aux uitlanders (des étrangers immigrés dont beaucoup sont employés dans l'industrie minière) de manière à minimiser les ressentiments des partisans des Britanniques.
Le corps législatif est alors constitué d'un « deuxième volksraad » pour lequel le droit de vote est accordé à tous les hommes blancs de plus de seize ans. Il dispose de pouvoirs législatifs limités dans les domaines des mines, de la construction routière, des droits d'auteur et de certaines affaires commerciales, tous soumis à la ratification du « premier volksraad ». C'est la plus haute autorité chargée de la police d'État, et la préférence est donnée aux Burghers pour les postes gouvernementaux.
Volksraad est aussi le terme en langue afrikaans donné à la principale ou unique chambre du parlement sud-africain de 1910 à 1994[source insuffisante].